# Perryville (Arkansas)
Perryville es una ciudad ubicada en el condado de Perry en el estado estadounidense de Arkansas. En el Censo de 2010 tenía una población de 1439 habitantes y una densidad poblacional de 130,73 personas por km².

## Geografía
Perryville se encuentra ubicada en las coordenadas 35°0′44″N 92°48′10″O / 35.01222, -92.80278. Según la Oficina del Censo de los Estados Unidos, Perryville tiene una superficie total de 11.01 km², de la cual 11.01 km² corresponden a tierra firme y (0%) 0 km² es agua.

## Demografía
Según el censo de 2010, había 1439 personas residiendo en Perryville. La densidad de población era de 130,73 hab./km². De los 1439 habitantes, Perryville estaba compuesto por el 98.68% blancos, el 0.63% eran amerindios, el 0.14% eran asiáticos, el 0.56% eran de otras razas y el 1.32% pertenecían a dos o más razas.